# 戸沢二郎
戸沢 二郎（とざわ じろう、1886年（明治19年）12月27日 - 1949年（昭和24年）7月15日）は、大日本帝国陸軍軍人。最終階級は陸軍少将。

## 経歴
1886年（明治19年）に東京府で生まれた。陸軍士官学校第19期卒業。1932年（昭和7年）8月に陸軍技術本部附となり、1934年（昭和9年）3月に陸軍工兵大佐に進級。1935年（昭和10年）8月に鉄道第3連隊長（関東軍）に就任し、日中戦争が勃発すると応急動員を命じられ、出動した。
1938年（昭和13年）3月1日に陸軍少将に進級し、由良要塞司令官に着任。1939年（昭和14年）8月1日に待命、9月3日に予備役に編入された。
1947年（昭和22年）11月28日、公職追放仮指定を受けた。

## 栄典
勲章等
- 1940年（昭和15年）8月15日 - 紀元二千六百年祝典記念章[4]